# Logenhaus Grüner Weg 18

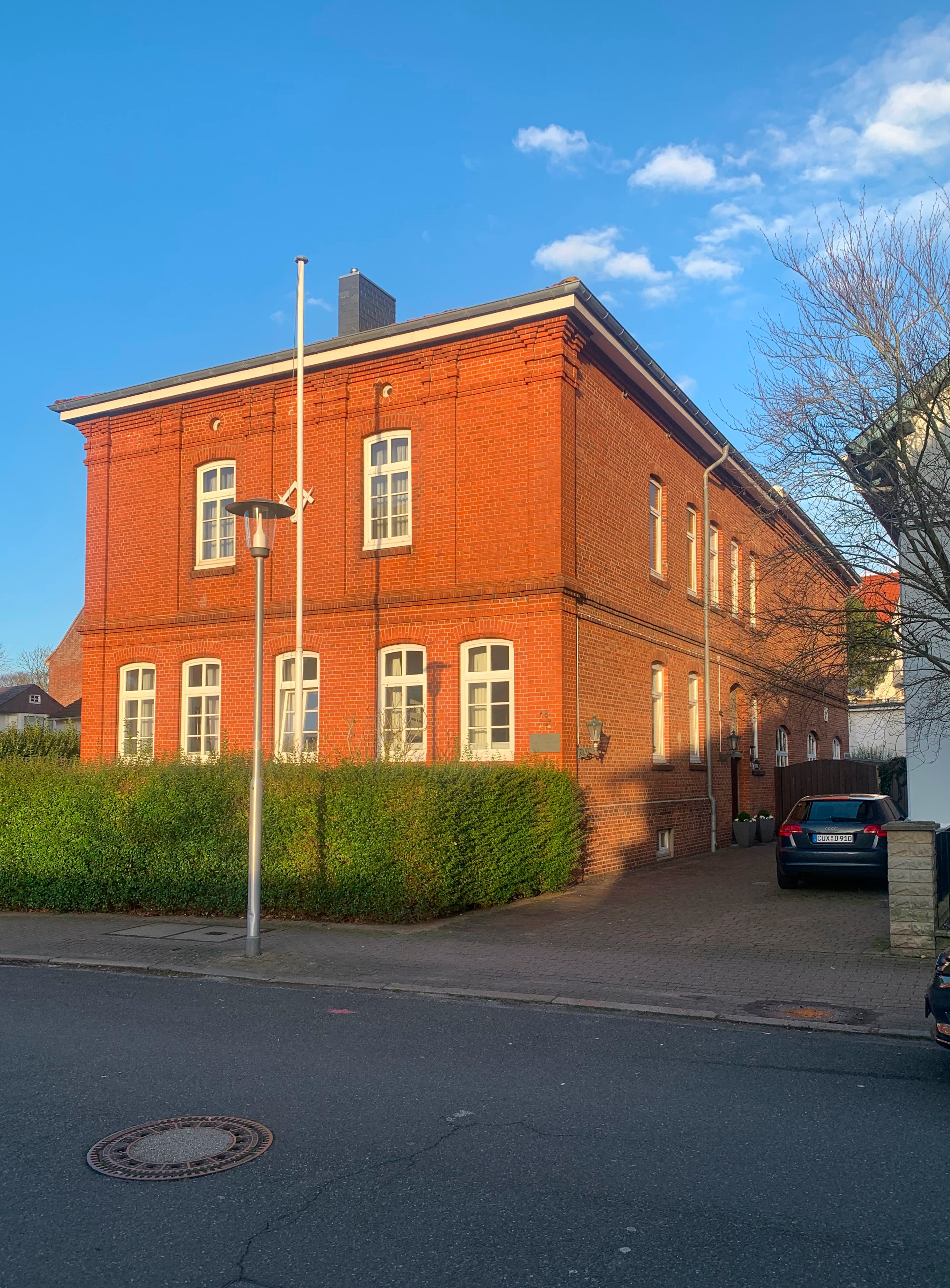
West- und Südfassade (2023)

Das Logenhaus Grüner Weg 18 in der niedersächsischen Kreisstadt Cuxhaven im Landkreis Cuxhaven stammt vom Ende des 19. Jahrhunderts.
Das Gebäude steht unter Denkmalschutz (siehe auch Liste der Baudenkmale in Cuxhaven).

## Geschichte und Beschreibung
Der Grüne Weg wurde seit 1845 und im südlichen Abschnitt ab 1900 bebaut. Die Wohnhäuser Nr. 25, Nr. 31 und Nr. 37 sind denkmalgeschützt.
Das zweigeschossige traufständige verklinkerte und historisierende Gebäude mit ziegelgedecktem flachem Walmdach und geschooteilendem Gesims wurde 1895 für die Freimaurer-Loge Anschar zum Friedenshafengebaut. Die straßenseitige Westfassade wurde gestaltet und gegliedert im Erdgeschoss durch fünf Segmentbogenfenster, im Obergeschoss durch sechs Lisenen mit zwei Fensterachsen und dem mittigen Freimaurer-Symbol aus Winkel und Zirkel. Im östlichen, auf der Nordseite eingezogenen Gebäudeabschnitt ist im Erdgeschoss der Gesellschaftssaal, im Obergeschoss der Tempel untergebracht. 1935 übertrug die Loge das Haus, um einer Beschlagnahmung zuvorzukommen, der Stadt, die hier vorübergehend das Museum für Vor- und Frühgeschichte einrichtete. Nachdem das Haus 1945 wieder von der Loge übernommen und renoviert worden war, konnte es im Juni 1946 erneut geweiht werden.

Das Wandgemälde an der Stirnseite des Gesellschaftsraumes der Loge stammt von Werner Möller. Es zeigt zwei vereinigte Ströme des Lebens: Der Weg der Erfahrung und den Weg der Erkenntnis. Die Johannis-Loge Anschar zum Friedenshafen wurde 2013 aufgelöst und der Grundbesitzes an die Stadt verkauft.
Das Landesdenkmalamt befand u. a.: „… Von kulturhistorischen Interesse ist [das] Domizil der 1895 gegründeten Freimaurer-Loge …“